# Jo Jo Gunne
Jo Jo Gunne ist eine US-amerikanische Rockband, die 1971 in Los Angeles gegründet wurde.

## Bandgeschichte
Jay Ferguson (Keyboard, Piano, Gesang, Gitarre) und Mark Andes (Bass, Gesang), die zuvor die Band Spirit verlassen hatten, gründeten Jo Jo Gunne zusammen mit Andes’ Bruder Matt Andes (Gitarre, Gesang) und William „Curly“ Smith (Schlagzeug, Gesang, Mundharmonika) und unterzeichneten einen Plattenvertrag beim neu entstandenen Plattenlabel Asylum Records. Ihren Gruppennamen haben sie dem gleichnamigen Chuck-Berry-Song aus dem Jahr 1958 entliehen, der gleichwohl auch die Programmatik der Band ankündigte: geradliniger Rock ’n’ Roll.
Die aus dem selbstbetitelten 1972er Debütalbum ausgekoppelte erste Single Run Run Run war zugleich der einzige Hit der Gruppe: Top 30 in den USA und in Großbritannien Platz 6. Neben diesem Rock-Pop-Song mit Ohrwurmcharakter („doo doo doo, doo doo doo doo, run - run - run“) bietet das Erstlingswerk harten, schnörkellosen West-Coast-Rock und Boogie mit Funk- und Soul-Momenten und zählt zu den überzeugendsten Veröffentlichungen der Gruppe. Mark Andes verließ im Anschluss daran die Band und wurde durch Jimmie Randall ersetzt.
Das Albumcover zur dritten LP Jumpin' the Gunne (1973) zeigt die Bandmitglieder nebeneinander in einem großen Messingbett liegend. Auf der Rückseite schwebt schräg über ihnen ein korpulentes, nacktes Weib, während ein kleines Schweinchen auf dem Boden zu ihr hinauf blickt. Das Innersleeve offenbart das Schwein und die dicke Frau wie sie sich Nase an Nase gegenüberstehen. Die Albumcredits sind auf ihr in einer Art und Weise vermerkt, wie Rindfleischstücke auf der Zeichnung einer Kuh in Metzgereien ausgeschrieben werden. Diese verbreitet als geschmacklos empfundene Illustration wurde mit verantwortlich dafür gemacht, dass die Verkaufszahlen der Band rapide zurückgingen, während das Album selbst handwerklich soliden aber uninspirierten Mainstreamrock ohne besondere Höhepunkte bietet.
Nach Jumpin' the Gunne verließ auch Matt Andes die Band und wurde zunächst von Star Donaldson und danach durch John Staehely ersetzt, der zuvor auf dem Spirit-Album Feedback mitgespielt hatte. Das letzte Originalalbum von Jo Jo Gunne So... Where’s the Show? (1974) zeigte die Band noch einmal in Hochform, konnte aber kommerziell an den frühen Erfolg auch nicht anknüpfen. 1975 löste sich Jo Jo Gunne schließlich auf.
Jay Ferguson startete eine erfolgreiche Solokarriere, die ihm Ende der 1970er Jahre mit Thunder Island und Shakedown Cruise zwei Hitsingles bescherte. Die Andes Brüder schlossen sich 1976 einer wiederbelebten Version von Spirit an. Mark Andes war von Beginn an festes Mitglied bei Firefall und spielte ab Anfang der 1980er Jahre bei Heart. Curly Smith war als Studiodrummer erfolgreich, spielte in den 1980er Jahren ebenfalls bei Spirit und während der zweiten Hälfte der 1990er Jahre bei Boston.

## Wiedervereinigung
Jo Jo Gunne wurde 2004/2005 in Originalbesetzung wiederbelebt. Jay Ferguson, Mark und Matt Andes und Curly Smith touren seitdem wieder zusammen und haben 2005 ein neues Album (Big Chain) eingespielt.

## Besetzung

### Gründungsmitglieder
- Jay Ferguson (* 10. Mai 1947 in Burbank, Kalifornien), Keyboard, Gesang
- Mark Andes (* 19. Februar 1948 in Philadelphia, Pennsylvania), Bass, Gesang – bis 1972 und ab 2004/2005
- Matthew Andes (* 1950? in Kalifornien), Gitarre, Gesang – bis 1973 und ab 2004/2005
- William “Curly” Smith (* 31. Januar 1952 in Wolf Point, Montana), Schlagzeug, Mundharmonika, Gesang

### Umbesetzungen
- Jimmie Randall (* am 14. Februar 1949 in Dallas, Texas), Bass, Gesang – ab 1973
- Star Donaldson, Gitarre – kurzfristig für Matt Andes
- John “LBJ” Staehely (* 25. Januar 1952 in Austin, Texas), Gitarre, Gesang – ab 1974

## Diskografie

### LPs/CDs
- Jo Jo Gunne – Asylum 1972, Collectors’ Choice Music 2003
- Bite Down Hard – Asylum 1973, Collectors’ Choice Music 2003
- Jumpin’ the Gunne – Asylum 1973, Collectors’ Choice Music 2004
- So… Where’s the Show? – Asylum 1974, Collectors’ Choice Music 2004
- Big Chain – Blue Hand 2005

### Singles
- Run Run Run / Take It Easy – Asylum 1972
- Shake That Fat / I Make Love – Asylum 1972
- Ready Freddy / Wait a Lifetime – Asylum 1973
- Take Me down Easy / Rock Around the Symbol – Asylum 1973
- I Wanna Love You / Neon City – Asylum 1974
- Where Is the Show? / Where Is the Show? (mono) – Asylum 1974